# Eleusa
Eleusa ou Eleousa (em grego: Ἐλεούσα - "terna" ou "misericordiosa") é uma representação iconográfica da Teótoco (Virgem Maria) na qual o Menino Jesus está aninhado sob seu rosto, geralmente encostando o nariz ou a boca em sua bocheca.

## Representações

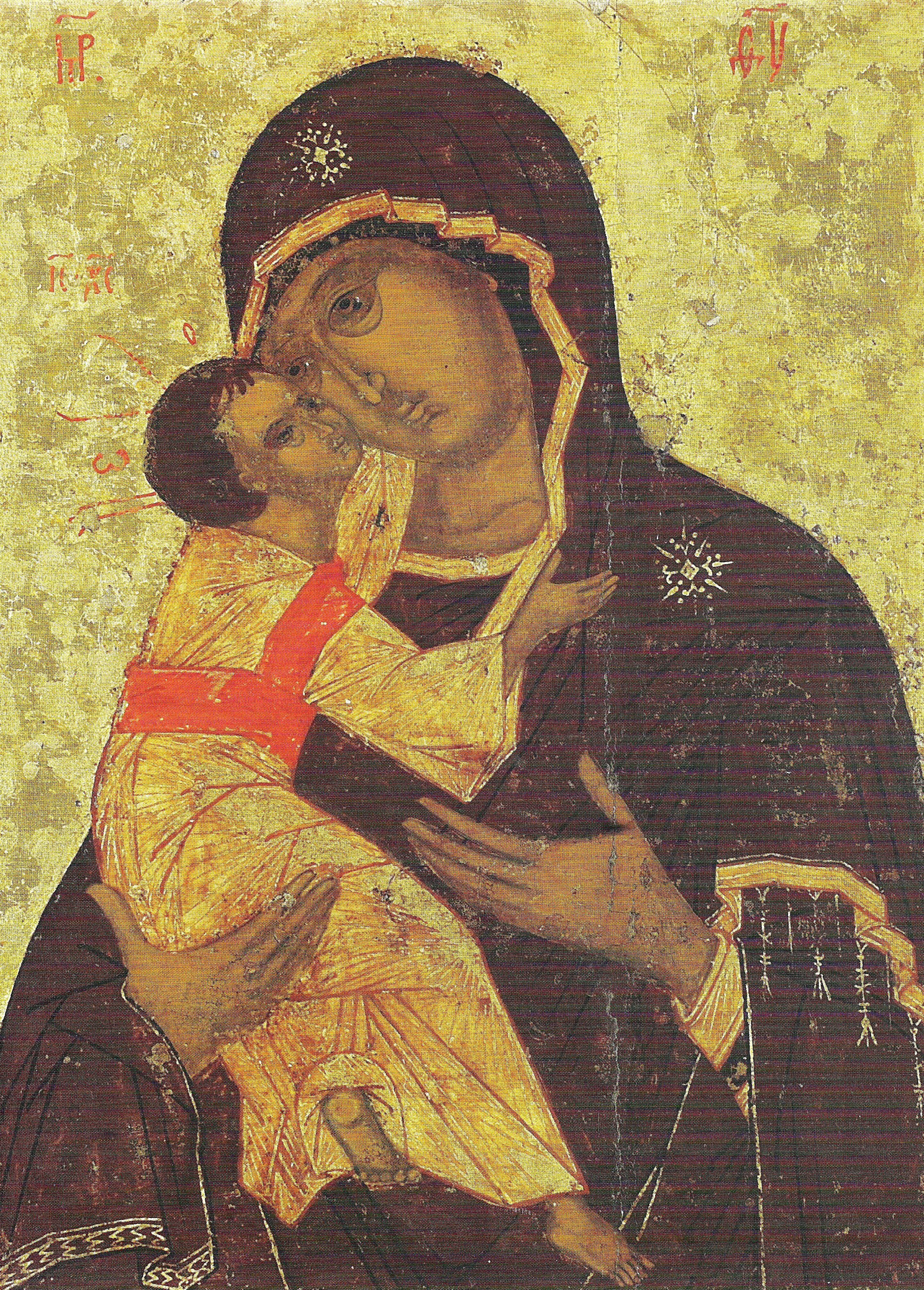
Teótoco de Vladimir.
1548/9. Atualmente na Catedral de Vladimir (Vladimirskaya).

Estes ícones tem sido venerados  na Igreja Ortodoxa por séculos. Tipos similares também aparecem em pinturas da Madonna na igreja ocidental, onde eles são chamados de Madonna Eleusa. Por exemplos do século XIX, como o Refugium Peccatorum ("Nossa Senhora do Refúgio"), como o Refugium Peccatorum Madonna de Luigi Crosio, são muito comuns e são também utilizados em retábulos na arte mexicana.
Na Igreja Ortodoxa, o termo Panagia Eleousa é geralmente utilizada. A Teótoco de Vladimir e a Teótoco de Pochayiv são exemplos clássicos deste tipo de ícone. "Eleusa" é também utilizado como epíteto para descrever e louvar a Virgem Maria na tradição ortodoxa. Não é parte desta tradição venerar objetos tri-dimensionais, enquanto que na igreja ocidental são comuns também relevos e esculturas da Eleusa.
Uma variante do ícone da Eleusa é a Pelagonitissa, na qual o Menino Jesus faz um movimento abrupto.

## Galeria

### Ícones orientais

Igreja Ortodoxa
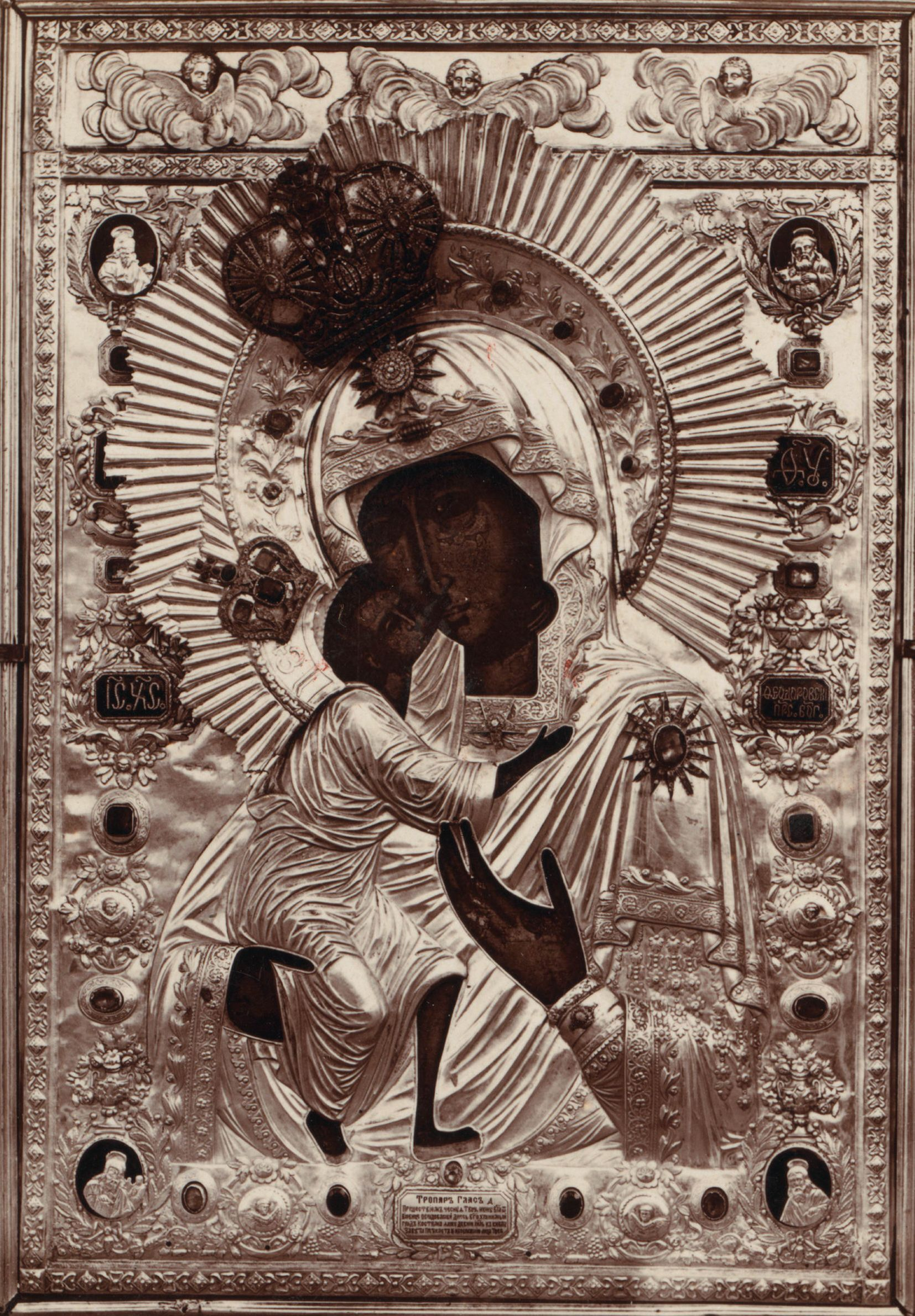
Fyodorovskaya, de 1910
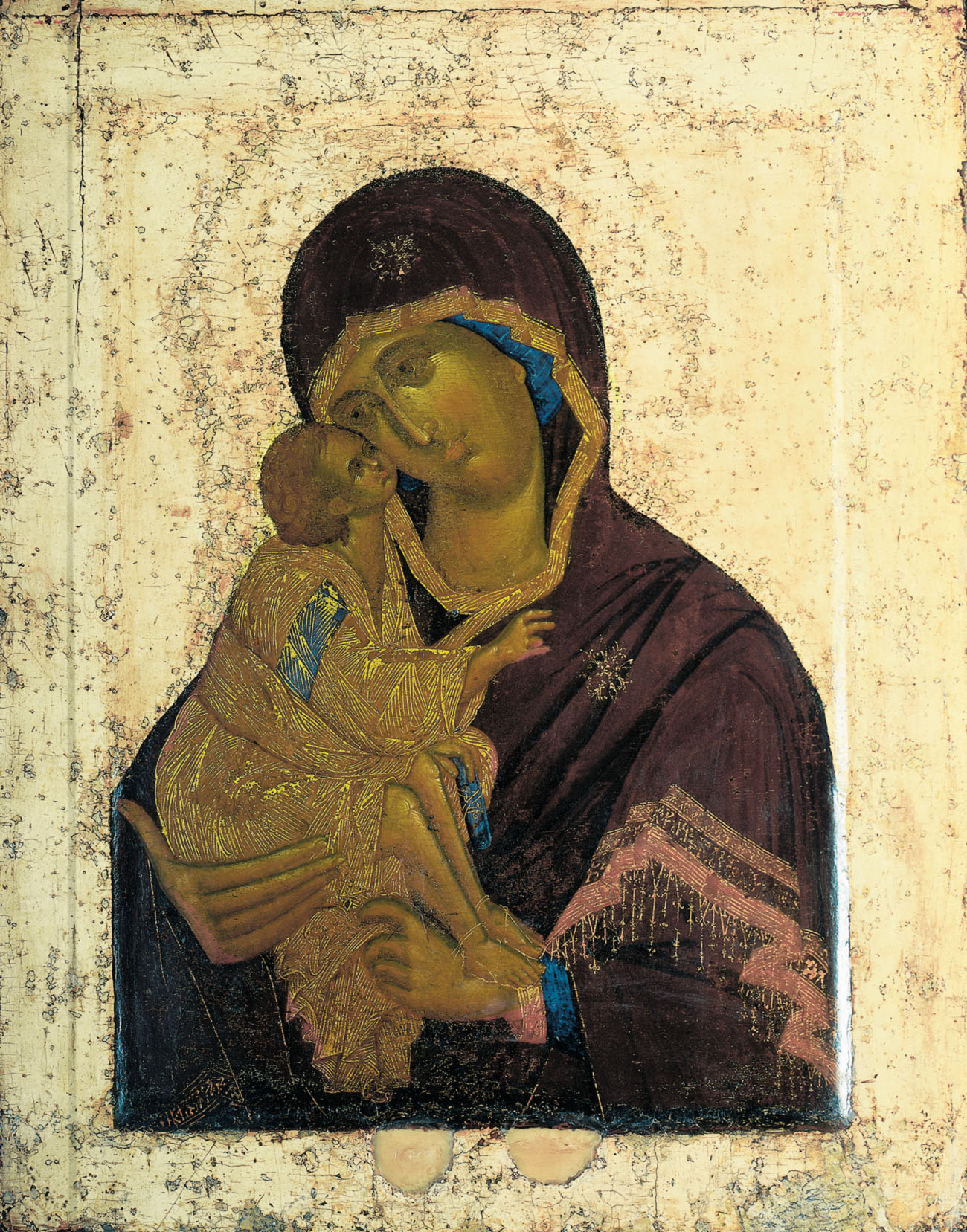
Donskaja, séc. XIV.
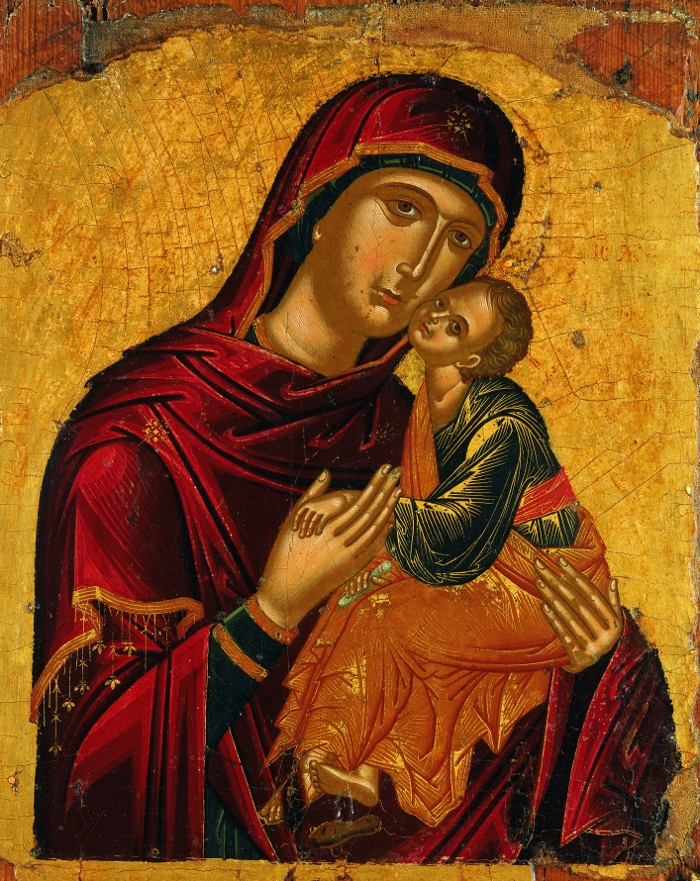
Séc. XV. Pelo círculo de Andreas Ritzos.

### Ícones ocidentais

Igreja Católica
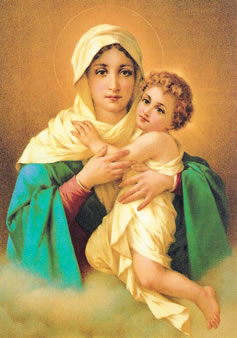
Refugium Peccatorum Madonna, de Luigi Crosio
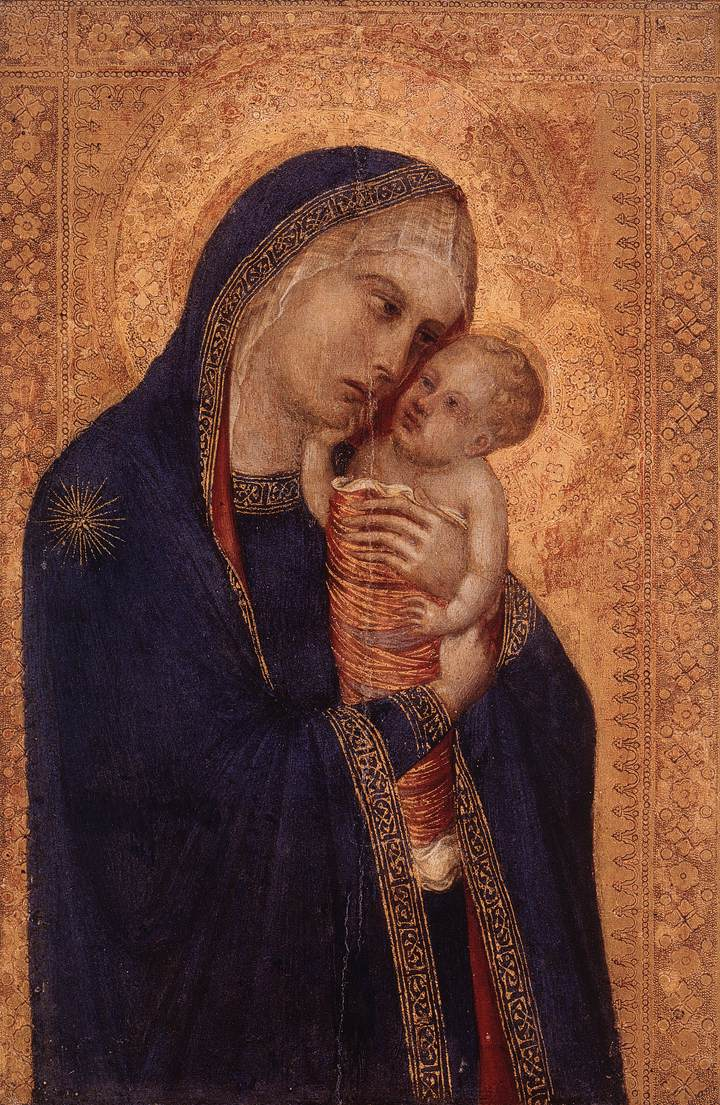
Pietro Lorenzetti, séc. XIV
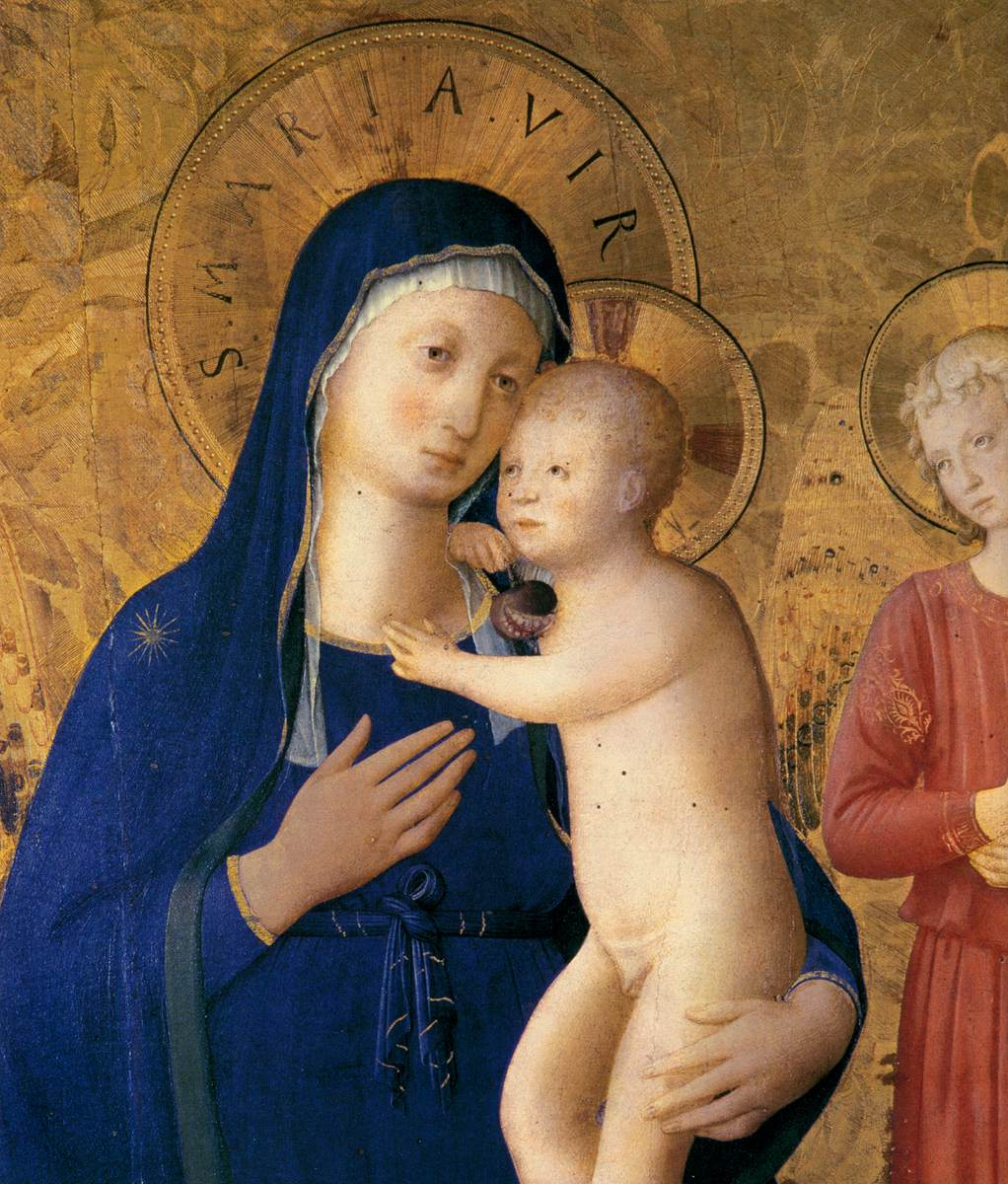
Fra Angelico, séc. XV
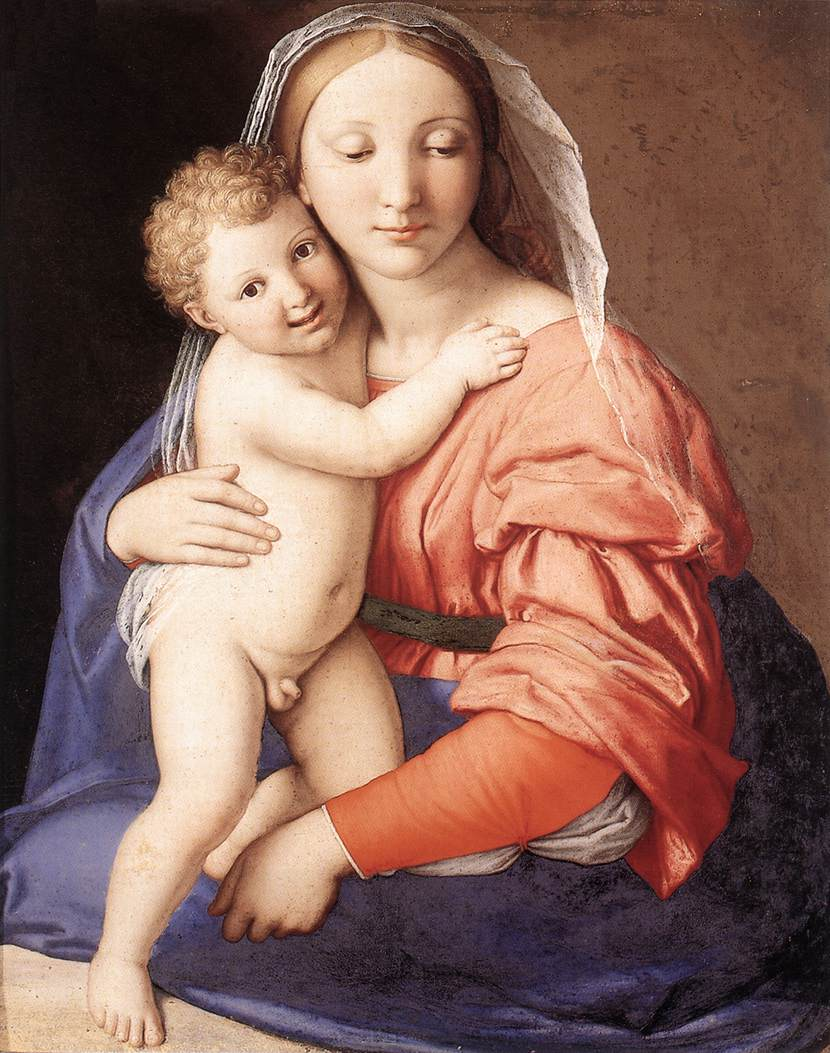
Il Sassoferrato, séc. XVII